# Macroglossum avicula
Macroglossum avicula là một loài bướm đêm thuộc họ Sphingidae, chi Macroglossum.